# Черепанов, Сергей Михайлович
Серге́й Миха́йлович Черепа́нов (16 июля 1916, дер. Пестово, Вологодская губерния — 24 января 1944, дер. Поддубье, Ленинградская область) — командир отделения 1249-го стрелкового полка 377-й стрелковой дивизии 59-й армии Ленинградского фронта, сержант. Герой Советского Союза.

## Биография
Родился 16 июля 1916 года в деревне Пестово (ныне — Великоустюгского района Вологодской области) в семье крестьянина. Русский. Образование неполное среднее. В 1931 году на основании Постановления СНК и ЦИК от 01.02.1930 как кулак был выслан в посёлок Новый Бор Усть-Цилемского района Коми АССР. Работал маслоделом; в 1935 году окончил курсы механизаторов. В 1936 году работал на лесосплаве, на строительстве. С 1937 года — делопроизводитель комендатуры спецпосёлка Новый Бор, с 1939 — инспектор комендатуры, с 1941 — заведующий складом горюче-смазочных материалов.
В Красной Армии с июля 1942 года. Участник Великой Отечественной войны с января 1943 года. Сражался на Волховском и Ленинградском фронтах.
Командир отделения 1249-го стрелкового полка комсомолец сержант Сергей Черепанов при прорыве блокады Ленинграда 24 января 1944 года с отделением первым ворвался в деревню Поддубье Новгородского района Новгородской области и гранатой уничтожил пулемёт противника. Был ранен в грудь, но не покинул поле боя. После нескольких контратак фашистов сержант Сергей Черепанов остался один, а его товарищи были убиты. Метким огнём из автомата он продолжал уничтожать захватчиков, наседавших со всех сторон. Когда закончились патроны, последней гранатой подорвал себя и окруживших его гитлеровцев. Похоронен в братской могиле в деревне Село-Гора (Новгородский район Новгородской области).
Указом Президиума Верховного Совета СССР от 5 октября 1944 года за образцовое выполнение боевых заданий командования на фронте борьбы с немецко-фашистскими захватчиками и проявленные при этом мужество и героизм, сержанту Черепанову Сергею Михайловичу посмертно присвоено звание Героя Советского Союза.
Награждён орденом Ленина.

### Семья
Родители — Михаил Иванович и Анна Ивановна Черепановы.
Жена — Анастасия Иосифовна; дети: три дочери и сын (р. 1942).

## Память
5 февраля 1944 года приказом по 377-й стрелковой дивизии сержант Черепанов навечно зачислен в список взвода разведки 1249-го стрелкового полка.
В посёлке Новый Бор в честь Героя Советского Союза С. М. Черепанова установлены бюст и мемориальная доска, его имя носят улица и школа.
У монумента Славы в Великом Устюге на одном из пилонов высечено имя С. М. Черепанова.